# Charlotte Grant
Charlotte Layne Grant (Adelaide, 12 settembre 2001) è una calciatrice australiana, difensore del Tottenham e della nazionale australiana.

## Carriera

### Club
Nell'ottobre 2018, poco più che diciassettenne, Grant firma un contratto con l'Adelaide United affiancando la nazionale statunitense Amber Brooks tra i nuovi acquisti del club per la stagione 2018-2019. Alla guida tecnica di Ivan Karlovic ha fatto il suo debutto in W-League il 18 novembre 2018, scendendo in campo da titolare, sostituita poi da Fanndís Friðriksdóttir, nella vittoria casalinga per 1-0 sul Brisbane Roar. Dopo aver ottenuto con la sua squadra un 6º e un 8º posto in campionato, alla sua terza stagione coglie il miglior risultato della carriera in Australia con il nuovo tecnico Adrian Stenta, il 5º, dovendo cedere il posto al Canberra United nella fase finale solo per una migliore differenza reti.
Nell'aprile 2021 Grant decide di cogliere l'opportunità di disputare il suo primo campionato all'estero, sottoscrivendo un accordo con le pluricampionesse di Svezia del Rosengård per giocare in Damallsvenskan, livello di vertice del campionato nazionale. Il tecnico Jonas Eidevall la fa debuttare in campionato alla 3ª giornata, rilevando Fiona Brown a tempo quasi scaduto dell'incontro vinto in trasferta per 2-0 con l'Eskilstuna United. Alla sua prima stagione, 8 le sue presenze in Damallsvenskan, raggiunge la sua migliore prestazione sportiva condividendo con le compagne di squadra il double campionato-Coppa di Svezia, rispettivamente il 12º e 6º titolo per la società, inoltre debutta in UEFA Women's Champions League, scendendo in campo l'8 settembre 2021 nel pareggio per 3-3 con le tedesche dell'Hoffenheim, nell'incontro di ritorno del secondo turno di qualificazione della stagione 2021-2022 che ne sancisce l'eliminazione dal torneo.
In rosa anche dall'inizio della stagione successiva, dopo aver marcato 11 presenze in campionato e aver rinnovato il contratto fino all'estate 2024, durante la fase estiva di calciomercato Grant viene ceduta in prestito al Vittsjö GIK.

### Nazionale
Grant viene chiamata dalla Federcalcio australiana (FFA) per vestire le maglie delle nazionali giovanili fin dal 2019, dove debutta con la formazione under 19.

## Palmarès

### Club
- Campionato svedese: 1

Rosengård: 2021
- Coppa di Svezia: 1

Rosengård: 2021-2022

### Nazionale
- Cup of Nations: 1

2023